# Sphecodes sudai
Sphecodes sudai là một loài Hymenoptera trong họ Halictidae. Loài này được Tsuneki mô tả khoa học năm 1983.